# Paramount Global
 Paramount Global — американский многонациональный медиа-конгломерат, базирующийся в Нью-Йорке. Корпорация (как ViacomCBS Inc.) была образована путём повторного слияния CBS Corporation и Viacom 4 декабря 2019 года, которые, в свою очередь, были созданы в результате разделения первоначального Viacom в 2005 году. 16 февраля 2022 года во время презентации прибыли за 4 квартал корпорация объявила, что изменит своё название на Paramount Global. Конгломерат участвует в киноиндустрии, телевидении, издательских и цифровых СМИ.
Основные активы компании включают Paramount Pictures, кино и телевизионные студии, CBS Entertainment Group (состоящий из имущества бренда CBS, включая одноимённые CBS Network, CBS Television Studios, CBS Television Distribution, CBS Television Stations, CBS Interactive, и 50 %-ную долю в The CW), домашние сети (состоящие из базирующихся в США базовых и премиальных сетей кабельного телевидения, включая MTV, Nickelodeon, BET, Comedy Central и Showtime), международные сети (состоящие из международных версий домашних сетей Viacom, а также региональных специальных сетей, включая 5 канал в Великобритании, Network 10 в Австралии, Colours в Индии и Telefe в Аргентине).
Компания со штаб-квартирой в One Astor Plaza в центре Манхэттена эксплуатирует около 170 сетей и насчитывает около 700 миллионов абонентов примерно в 160 странах по данным на 2020 год.

## Предыстория
В 1952 году CBS создал подразделение CBS Films, которое занималось правами на синдикацию библиотеки телевизионных сериалов CBS. Это подразделение было переименовано в CBS Enterprises Inc. в январе 1968 года и снова переименовано в Viacom в 1970 году. В 1971 году это подразделение синдикации было выделено на фоне новых правил FCC, запрещающих телевизионным сетям владеть синдикационными компаниями (правила были позднее отменены). В 1986 году Viacom был приобретён её нынешним владельцем, оператором кино- театров компанией National Amusements. В течение 1980-х и 1990-х годов Viacom сделала несколько приобретений, в том числе MTV Networks (бывшая Warner-Amex Satellite Entertainment) и Paramount Communications. В 1999 году Viacom сделал своё крупнейшее на сегодняшний день приобретение, объявив о планах слияния со своей бывшей материнской корпорацией CBS (переименованной Westinghouse Electric Corporation, которая в 1995 году объединилась с CBS). Слияние было завершено в 2000 году, в результате чего CBS воссоединилась со своим бывшим подразделением синдикации. 3 января 2006 года Viacom была разделена на две компании: CBS Corporation, корпоративный преемник прежней компании, и выделенную компанию Viacom.

## История

### Образование
29 сентября 2016 года National Amusements, материнская компания CBS Corporation и Viacom, направила письмо Viacom и CBS, призывая обе компании объединиться в одну компанию. Но 12 декабря сделка была отменена.
12 января 2018 года CNBC сообщила, что Viacom возобновил переговоры о слиянии с CBS Corporation после того, как было объявлено о слиянии AT&T — Time Warner и предложенного Disney приобретения большинства активов 21st Century Fox. Viacom и CBS также столкнулись с серьёзной конкуренцией со стороны таких компаний, как Netflix и Amazon. Вскоре после этого стало известно, что объединённая компания может стать претендентом на приобретение киностудии Lionsgate . Viacom и Lionsgate были заинтересованы в приобретении The Weinstein Company . После эффекта Вайнштейна Viacom был включён в число 22 потенциальных покупателей, заинтересованных в приобретении TWC. Они проиграли заявку, и 1 марта 2018 года было объявлено, что Мария Контрерас-Свит приобретёт все активы TWC за 500 млн $. Lantern Capital Partners позже приобретёт Studio.
30 марта 2018 года CBS сделала предложение немного ниже рыночной стоимости Viacom, настаивая на том, что её нынешнее руководство, в том числе председатель и генеральный директор Лесли Мунвес, контролируют объединённую компанию. Viacom отклонил предложение как слишком низкое, попросив увеличить его на 2,8 млрд $ и сохранить Боба Бакиша на посту президента и главного операционного директора при Мунвесе. Эти конфликты стали результатом того, что Шэри Редстоун стремилась усилить контроль над CBS и её руководством.
14 мая CBS подала в суд на National Amusements и обвинила Самнера Редстоуна в злоупотреблении своим правом голоса в компании и в принудительном слиянии, которое не было поддержано ни ею, ни Viacom. Си-Би-Эс также обвинила Редстоуна в том, что он препятствует приобретению Verizon Communications, что могло бы принести пользу ее акционерам.
23 мая Лесли Мунвес заявил, что считает каналы Viacom «нахлебником» («to be an albatross»), и хотя он предпочитает больше контента для CBS All Access, он считает, что для CBS есть более выгодные предложения, чем для Viacom, например Metro-Goldwyn-Mayer, Lionsgate или Sony Pictures. Мунвес также посчитал, что Роберт Бакиш представляет угрозу, потому как, он не хотел, чтобы союзник Шэри Редстоун был членом совета директоров объединённой компании.
9 сентября 2018 года Лесли Мунвес покинул CBS после многочисленных обвинений в сексуальном насилии. National Amusements согласились не выдвигать никаких предложений о слиянии CBS-Viacom в течение как минимум двух лет после даты урегулирования.
30 мая 2019 года CNBC сообщила, что CBS Corporation и Viacom изучат вопрос о слияниях в середине июня 2019 года. Совет директоров CBS был обновлён людьми, которые были не против слияния; повторное слияние стало возможным благодаря отставке Мунвеса, который выступал против всех попыток слияния. Переговоры начались после слухов о приобретении CBS у Lionsgate телевизионный канал «Starz». В доступных отчётах говорилось, что CBS и Viacom установили 8 августа как неофициальный крайний срок для достижения соглашения о воссоединении двух медиа-компаний. CBS объявила о приобретении Viacom в рамках сделки по слиянию в пределах 15,4 млрд $
2 августа 2019 года стало известно, что CBS и Viacom договорились объединиться в одну организацию. Обе компании пришли к соглашению о команде по слиянию с Бобом Бакишем в качестве генерального директора объединённой компании с должностью президента и исполняющим обязанности генерального директора CBS Джозефом Янниелло, который контролировал активы под брендом CBS. 7 августа 2019 года CBS и Viacom отдельно отчитались о своих квартальных доходах, так как переговоры о повторном слиянии продолжались.

### Начало операционной деятельности
13 августа 2019 года CBS и Viacom официально объявили о своём слиянии: объединённая компания будет называться ViacomCBS; Шэри Редстоун станет председателем новой компании.
После соглашения о слиянии Viacom и CBS совместно объявили, что сделка будет завершена к концу 2019 года в ожидании одобрения регулирующих органов и акционеров. Слияние должно быть одобрено Федеральной торговой комиссией.
28 октября слияние было одобрено National Amusements, которые затем объявили о закрытии сделки в начале декабря; объединённая компания будет торговать своими акциями на Nasdaq под символами «VIAC» и «VIACA» после того, как CBS Corporation исключит свои акции на Нью-Йоркской фондовой бирже.
25 ноября Viacom и CBS объявили, что слияние завершится 4 декабря и торги на NASDAQ начнутся 5 декабря. 4 декабря 2019 года Бакиш подтвердил, что слияние ViacomCBS было завершено.
10 декабря Бакиш объявил, что ViacomCBS собирается лишиться «Black Rock», здания в котором находится штаб-квартира CBS с 1964 года. Он заявил: «„Black Rock“ — это не тот актив, которым мы должны владеть, и мы верим, что деньги будут лучше использоваться в других местах». В тот же день компания и её дочерняя компания Paramount Pictures возобновили переговоры с Miramax (и её владельцем beIN Media Group) о приобретении доли в компании. 20 декабря 2019 года компания согласилась приобрести 49 % акций Miramax (beIN сохранила 51 % контрольного пакета), а Paramount объявила об эксклюзивном соглашении для своей библиотеки и будущих фильмов.
6 февраля 2020 года CNBC сообщила, что ViacomCBS готовит к запуску потоковый сервис, который объединит фильмы CBS All Access, Paramount и их медиа-интеграторы, такие как Nickelodeon, MTV и Pluto TV, среди прочих, они были лицензированы для других сервисов, таких как Netflix и Prime Video компании Amazon.
В марте 2020 года EVP (исполнительный вице-президент по глобальным связям) Дана МакКлинток объявила о своём уходе из компании после 27 лет работы в CBS Communications. CEO Боб Бакиш объявил 4 марта, что компания потенциально продаст издательское подразделение Simon & Schuster, заявив, что «оно не имеет значительной связи для нашего более широкого бизнеса».

## Подразделения компании
Paramount Global включает в себя четыре основных подразделения:
- CBS Entertainment Group;
- Domestic Media Networks;
- Networks International;
- Global Distribution Group.

CBS Entertainment Group состоит из активов бренда CBS, в том числе CBS television network, CBS News, CBS Sports, CBS Studios, CBS Television Stations и CBS Interactive. Подразделение также имеет 50 %-ную долю в совместном предприятии телевизионной сети The CW, которое принадлежит дочерней компании AT&T, WarnerMedia через её подразделение Warner Bros.
Подразделение Domestic Media Networks охватывает платные телевизионные каналы, предоставляемые в Соединённых Штатах, такие как MTV, Nickelodeon, Showtime, BET, Comedy Central, TV Land, Paramount Network, логотип, CMT, Pop TV, VH1, The Movie Channel и Flix. Подразделение также включает Смитсоновский канал, который контролируется совместно со Смитсоновским институтом. ViacomCBS Domestic дополнительно контролирует производственные мощности для вышеперечисленных каналов, в том числе Nickelodeon Animation Studio.
Networks International включает в себя определённые международные версии домашних каналов компании, а также региональные сети, такие как Канал 5 в Великобритании, Network 10 в Австралии и Telefe в Аргентине. ViacomCBS International также владеет третьей телевизионной студией Rainbow Srl в Италии, а также 49 % акций совместного предприятия Viacom 18 совместно с TV18. Это подразделение также включает в себя все каналы CBS по всей Европе, которые принадлежат AMC Networks International.
Global Distribution Group специализируется на глобальном распространении всех программ, производимых всеми производственными студиями ViacomCBS. Подразделение состоит из CBS Television Distribution, CBS Studios International и ViacomCBS International Studios.
Другие активы, принадлежащие ViacomCBS, включают киностудию Paramount Pictures, платформу видео по запросу с поддержкой рекламы Pluto TV, издательство Simon & Schuster, многоканальную онлайн-видеоконференцию VidCon, промоутера смешанных боевых искусств Bellator и медиа и развлекательную компанию AwesomenessTV. С ноября 2019 года AwesomenessTV контролирует Брайан Роббинс, исполнительный директор ViacomCBS Domestic.

## Список каналов

### Телеканалы на территории Великобритании и Ирландии
| Телеканал            | Прежние названия | Дата начала вещания | Дата конца вещания |
| Premiere             | Premiere | Premiere            | Premiere           |
| -------------------- | --- | ------------------- | ------------------ |
| Premiere             | | 1 сентября 1984     | 31 июля 1989       |
| Home Video Channel   | | 1 сентября 1985     | продан в 1989      |
| MTV                  | |                     |                    |
| MTV                  | | 1 августа 1987      |                    |
| MTV Two              | M2 (1998-2002) MTV 2 (2002-2007)                                                                                               | 10 сентября 1998    | 1 марта 2010       |
| MTV Base             | | 1 июля 1999         | 31 марта 2022      |
| MTV Extra            | | 1 июля 1999         | 1 мая 2001         |
| Club MTV             | MTV Dance (2001-2018) | 20 апреля 2001      | 20 июля 2020       |
| MTV Hits             | | 1 мая 2001          |                    |
| MTV Flux             | | 6 сентября 2006     | 1 февраля 2008     |
| MTV Shows            | MTV R (2007-2010) | 8 ноября 2007       | 1 февраля 2011     |
| MTV Live             | MTVNHD (2008-2012) | 15 сентября 2008    |                    |
| MTV Rocks            | | 1 марта 2010        | 20 июля 2020       |
| MTV Classic          | | 1 марта 2010        | 31 марта 2022      |
| MTV Music            | | 1 февраля 2011      |                    |
| MTV OMG              | | 1 марта 2018        | 20 июля 2020       |
| MTV 80’s             | | 31 марта 2022       |                    |
| MTV 90’s             | | 31 марта 2022       |                    |
| Nickelodeon          | |                     |                    |
| Nickelodeon          | | 1 сентября 1993     |                    |
| Nick Jr.             | | 1 сентября 1999     |                    |
| Nicktoons            | Nicktoons TV (2002-2004) | 22 июля 2002        |                    |
| Nick Jr. too         | Nick Jr. 2 (2006-2014) | 24 апреля 2006      |                    |
| Nicktoonsters        | | 18 августа 2008     | 31 июля 2009       |
| VH1                  | |                     |                    |
| VH1                  | | 10 октября 1994     | 7 января 2020      |
| VH1 Classic          | | 1 июля 1999         | 1 марта 2010       |
| TMF                  | | 30 октября 2002     | 26 октября 2009    |
| VH2                  | | 16 декабря 2003     | 1 августа 2006     |
| VIVA                 | | 26 октября 2009     | 31 января 2018     |
| Comedy Central       | |                     |                    |
| Comedy Central       | Paramount Channel (1995-1997) Paramount Comedy Channel (1997-2002) Paramount Comedy (2002-2005) Paramount Comedy 1 (2005-2009) | 1 ноября 1995       |                    |
| Comedy Central Extra | Paramount Comedy 2 (2003-2009)                                                                                                 | 1 сентября 2003     |                    |
| Channel 5            | |                     |                    |
| Channel 5            | | 30 марта 1997       |                    |
| 5Star                | | 15 октября 2006     |                    |
| 5USA                 | | 16 октября 2006     |                    |
| 5Spike               | | 15 апреля 2015      | 7 января 2020      |
| 5Select              | | 13 февраля 2018     |                    |
| 5Action              | Paramount Network (2018-2022)                                                                                                  | 4 июля 2018         |                    |
| Smithsonian Channel  | | 12 февраля 2019     | 6 января 2023      |
| CBS                  | |                     |                    |
| True Crime           | Reality TV (2002–2006) Zone Reality (2006–2009) CBS Reality (2009–2023)                                                        | 10 октября 2002     |                    |
| Legend               | The Horror Channel (2004–2006) Zone Horror (2006–2010) Horror Channel (2010–2022)                                              | 3 мая 2004          |                    |
| CBS Justice          | Zone Thriller (2006–2009) | 3 июля 2006         | 30 июня 2022       |
| True Crime Xtra      | Zone Romantica (2007–2009) CBS Drama (2009–2022) RealityXtra (2022–2023)                                                       | 3 сентября 2007     |                    |
| Legend Xtra          | HorrorXtra (2022–2023) | 30 июня 2022        |                    |
| BET                  | |                     |                    |
| BET                  | | 27 февраля 2008     | 8 апреля 2021      |

### Телеканалы на территории СНГ
С 2022 года телеканалы не обслуживают Беларусь и Россию, но продолжают вещание в соседних странах.
| Телеканал         | Прежние названия             | Дата начала вещания | Дата конца вещания |
| MTV               | MTV                          | MTV                 | MTV                |
| ----------------- | ---------------------------- | ------------------- | ------------------ |
| MTV Europe        | .                            | 8 марта 1991        | ~2002              |
| MTV Europe        | .                            | 15 декабря 2022     |                    |
| MTV Russia        |                              | 25 сентября 1998    | 15 декабря 2022    |
| MTV Hits          | MTV Extra (2000-2001)        | 20 ноября 2000      | 1 июля 2021        |
| MTV Base          |                              | 23 мая 2005         | 7 марта 2008       |
| Club MTV          | MTV Dance (2008-2020)        | 7 марта 2008        | 1 июля 2021        |
| MTV Live          | MTVN HD (2008-2011)          | 12 декабря 2008     |                    |
| MTV Two           |                              | 10 августа 2009     | 1 марта 2010       |
| MTV Rocks         |                              | 1 марта 2010        | 5 октября 2020     |
| MTV 80’S          |                              | 5 октября 2020      |                    |
| MTV 90’S          |                              | 5 октября 2020      |                    |
| MTV 00’S          |                              | 2 августа 2021      |                    |
| Nickelodeon       |                              |                     |                    |
| Nickelodeon       |                              | 15 ноября 1998      |                    |
| Nick Jr           |                              | 1 ноября 2011       |                    |
| NickToons         |                              | 12 декабря 2018     |                    |
| VH1               |                              |                     |                    |
| VH1 Europe        | .                            | июнь 1999           | 2 декабря 2005     |
| VH1 Europe        | .                            | 1 июня 2010         | 2 августа 2021     |
| VH1 Classic       |                              | 3 мая 2001          | 5 октября 2020     |
| VH1 Russia        |                              | 2 декабря 2005      | 1 июня 2010        |
| Comedy Central    |                              |                     |                    |
| Comedy Central    | Paramount Comedy (2012-2023) | 1 апреля 2012       |                    |
| Channel 5         |                              |                     |                    |
| Paramount Channel |                              | 18 февраля 2014     | 4 января 2023      |
| Spike             |                              | 15 марта 2017       | 1 июня 2021        |
| CBS               |                              |                     |                    |
| CBS Drama         |                              | 3 декабря 2012      | 1 августа 2017     |
| CBS Reality       |                              | 3 декабря 2012      | 10 января 2024     |
| CBS News          |                              | ~2020               | 5 марта 2022       |

### Каналы на территории США
| Названия                              | Дата начала вещания     | Дата конца вещания      |
| MTV Entertainment Group               | MTV Entertainment Group | MTV Entertainment Group |
| ------------------------------------- | ----------------------- | ----------------------- |
| MTV                                   | 1 августа 1981 года     | —                       |
| CMT                                   | 5 марта 1983 года       | —                       |
| MTV2                                  | 1 августа 1996 года     | —                       |
| MTV Classic                           | 1 августа 1998 года     | —                       |
| MTV Tres                              | 1 августа 1998 года     | —                       |
| CMT Music                             | 1 августа 1998 года     | —                       |
| MTVU                                  | 20 января 2004 года     | —                       |
| MTV Live                              | 16 января 2006 года     | —                       |
| Nickelodeon                           |                         |                         |
| Nickelodeon                           | 1 апреля 1979 года      | —                       |
| Nick at Nite                          | 1 июля 1985 года        | —                       |
| Nickelodeon Games and Sports for Kids | 1 марта 1999 года       | 31 декабря 2007 года    |
| Nicktoons                             | 1 мая 2002 года         | —                       |
| Noggin                                | 2 февраля 1999 года     | 12 марта 2009           |
| NickMusic                             | 1 мая 2002 года         | —                       |
| TeenNick                              | 28 сентября 2009 года   | —                       |
| Nick Jr                               | 28 сентября 2009 года   | —                       |
| Nickmom                               | 1 октября 2012 года     | 28 сентября 2015 года   |
| BET Networks                          |                         |                         |
| BET                                   | 1 июля 1983 года        | —                       |
| BET Her                               | 15 января 1996 года     | —                       |
| BET Soul                              | 1 августа 1998 года     | —                       |
| BET Jams                              | 1 мая 2002 года         | —                       |
| BET Gospel                            | 1 июля 2002 года        | —                       |
| BET Hip-Hop                           | 1 июля 2005 года        | —                       |
| Showtime Networks                     |                         |                         |
| Showtime                              | 9 мая 1976 года         | —                       |
| The Movie Channel                     | 1 декабря 1979 года     | —                       |
| Showtime 2                            | 1 октября 1991 года     | —                       |
| Flix                                  | 1 августа 1992 года     | —                       |
| Showcase                              | 1996 год                | —                       |
| The Movie Channel Extra               | 1 октября 1992 года     | —                       |
| Showtime Extreme                      | 10 марта 1998 года      | —                       |
| Showtime Beyond                       | сентябрь 1999 года      | 15 июля 2020 года       |
| Showtime Family Zone                  | март 2001 года          | —                       |
| Showtime Next                         | март 2001 года          | —                       |
| Showtime Women                        | март 2001 года          | —                       |
| SHOxBET                               | сентябрь 2003 года      | —                       |
| CBS                                   |                         |                         |
| CBS                                   | 1 июля 1941 года        | —                       |
| CBS Sports Network                    | июнь 2002 года          | —                       |
| The CW                                | 24 января 2006 года     | —                       |
| CBSN                                  | 6 ноября 2014 года      | —                       |
| CBS Sports HQ                         | 26 февраля 2018 года    | —                       |
| Прочее                                |                         |                         |
| Pop TV                                | 1981 год                | —                       |
| Paramount Network                     | 7 марта 1983 года       | —                       |
| VH1                                   | 1 января 1985 года      | —                       |
| Comedy Central                        | 1 июня 1991 года        | —                       |
| TV Land                               | 29 апреля 1996 года     | —                       |
| VH1 Uno                               | 2000 год                | 2 февраля 2008 года     |
| Logo                                  | 30 июня 2005 года       | —                       |
| Smithsonian Channel                   | 27 сентября 2007 года   | —                       |